# Josbach
Josbach [ˈjɔsbaχ] ist einer von sechs Ortsteilen der Stadt Rauschenberg im mittelhessischen Landkreis Marburg-Biedenkopf.

## Geographie
Der vom gleichnamigen Josbach durchflossene Ort liegt an der Bundesstraße 3 zwischen Marburg und Kassel.

## Geschichte

### Ortsgeschichte
Die älteste bekannte schriftliche Erwähnung von Josbach erfolgte unter dem Namen Iazbach im Jahr 1197. Weitere Erwähnungen erfolgten unter den Ortsnamen (in Klammern das Jahr der Erwähnung): Jaspach (350 und 1364), Jospach (1490), Joysbach (1512) und Joßbach (1522).
Im Zuge der Gebietsreform in Hessen genehmigte die Landesregierung mit Wirkung vom 31. Dezember 1971 den freiwilligen Zusammenschluss der Stadt Rauschenberg und der Gemeinden Albshausen, Bracht, Ernsthausen, Josbach, Schwabendorf und Wolfskaute im damaligen Landkreis Marburg zu einer Stadt mit dem Namen Rauschenberg. Für alle ehemals eigenständigen Gemeinden sowie für die Kernstadt wurde je ein Ortsbezirk gebildet.
Seit 2006 ist der Ort ins Dorferneuerungsprogramm des Landes Hessen eingebunden. Im Dezember 2010 startete die Nahwärmeversorgung von über 30 Genossenschaftsmitgliedern durch die Biogasanlage des Aussiedlerhofes Staffel. Josbach trägt damit den Titel "Bioenergiedorf".

### Verwaltungsgeschichte im Überblick
Die folgende Liste zeigt die Staaten und Verwaltungseinheiten, denen Josbach angehört(e):
- vor 1567: Heiliges Römisches Reich, Landgrafschaft Hessen, Amt Rauschenberg[6]
- ab 1567: Heiliges Römisches Reich, Landgrafschaft Hessen-Marburg, Amt Rauschenberg[7]
- 1604–1648: Heiliges Römisches Reich, strittig zwischen Landgrafschaft Hessen-Darmstadt und Landgrafschaft Hessen-Kassel (Hessenkrieg)
- ab 1648: Heiliges Römisches Reich (bis 1806), Landgrafschaft Hessen-Kassel, Amt Rauschenberg
- ab 1806: Landgrafschaft Hessen-Kassel, Amt Rauschenberg[8]
- 1807–1813: Königreich Westphalen, Departement der Werra, Distrikt Marburg, Kanton Rauschenberg
- ab 1815: Kurfürstentum Hessen, Amt Rauschenberg[8]
- ab 1821: Kurfürstentum Hessen, Provinz Oberhessen, Kreis Kirchhain[9][Anm. 1]
- ab 1848: Kurfürstentum Hessen, Bezirk Marburg
- ab 1851: Kurfürstentum Hessen, Provinz Oberhessen, Kreis Kirchhain
- ab 1866: Königreich Preußen, Provinz Hessen-Nassau, Regierungsbezirk Kassel, Kreis Kirchhain
- ab 1871: Deutsches Reich,  Königreich Preußen, Provinz Hessen-Nassau, Regierungsbezirk Kassel, Kreis Kirchhain
- ab 1918: Deutsches Reich, Freistaat Preußen, Provinz Hessen-Nassau, Regierungsbezirk Kassel, Kreis Kirchhain
- ab 1932: Deutsches Reich, Freistaat Preußen, Provinz Hessen-Nassau, Regierungsbezirk Kassel, Kreis Marburg
- ab 1944: Deutsches Reich, Freistaat Preußen, Provinz Kurhessen, Landkreis Marburg
- ab 1945: Amerikanische Besatzungszone, Groß-Hessen, Regierungsbezirk Kassel, Landkreis Marburg
- ab 1946: Amerikanische Besatzungszone, Hessen, Regierungsbezirk Kassel, Landkreis Marburg
- ab 1949: Bundesrepublik Deutschland, Hessen, Regierungsbezirk Kassel, Landkreis Marburg
- ab 1972: Bundesrepublik Deutschland, Hessen, Regierungsbezirk Kassel, Landkreis Marburg, Stadt Rauschenberg[Anm. 2]
- ab 1974: Bundesrepublik Deutschland, Hessen, Regierungsbezirk Kassel, Landkreis Marburg-Biedenkopf, Stadt Rauschenberg
- ab 1981: Bundesrepublik Deutschland, Hessen, Regierungsbezirk Gießen, Landkreis Marburg-Biedenkopf, Stadt Rauschenberg

## Bevölkerung

### Einwohnerstruktur 2011
Nach den Erhebungen des Zensus 2011 lebten am Stichtag dem 9. Mai 2011 in Josbach 366 Einwohner. Darunter waren 3 (0,8 %) Ausländer. Nach dem Lebensalter waren 63 Einwohner unter 18 Jahren, 150 zwischen 18 und 49, 75 zwischen 50 und 64 und 81 Einwohner waren älter. Die Einwohner lebten in 144 Haushalten. Davon waren 36 Singlehaushalte, 33 Paare ohne Kinder und 57 Paare mit Kindern, sowie 15 Alleinerziehende und 3 Wohngemeinschaften. In 30 Haushalten lebten ausschließlich Senioren und in 87 Haushaltungen lebten keine Senioren.

### Einwohnerentwicklung
| Quelle: Historisches Ortslexikon |                                                                                         |
| • 1502:                          | 11 Männer                                                                               |
| • 1570:                          | 24 Ackerleute, 31 Einläuftige                                                           |
| • 1577:                          | 37 Hausgesesse                                                                          |
| • 1629:                          | 4 Dienste, 9 Einläuftige (landgräflich)                                                 |
| • 1681:                          | 13 hausgesessene Mannschaften                                                           |
| • 1747:                          | 37 Hausgesesse                                                                          |
| • 1838:                          | Familien: 52 nutzungsberechtigte, 23 nicht nutzungsberechtigte Ortsbürger, 38 Beisassen |

| Josbach: Einwohnerzahlen von 1784 bis 2016 | Josbach: Einwohnerzahlen von 1784 bis 2016 | Josbach: Einwohnerzahlen von 1784 bis 2016 | Josbach: Einwohnerzahlen von 1784 bis 2016 | Josbach: Einwohnerzahlen von 1784 bis 2016 |
| --- | ------------------------------------------ | ------------------------------------------ | ------------------------------------------ | ------------------------------------------ |
| Jahr |                                            |                                            |                                            | Einwohner                                  |
| 1784 | 1784                                       |                                            | 302                                        | 302                                        |
| 1800 | 1800                                       |                                            | ?                                          | ?                                          |
| 1834 | 1834                                       |                                            | 561                                        | 561                                        |
| 1840 | 1840                                       |                                            | 630                                        | 630                                        |
| 1846 | 1846                                       |                                            | 593                                        | 593                                        |
| 1852 | 1852                                       |                                            | 577                                        | 577                                        |
| 1858 | 1858                                       |                                            | 531                                        | 531                                        |
| 1864 | 1864                                       |                                            | 476                                        | 476                                        |
| 1871 | 1871                                       |                                            | 423                                        | 423                                        |
| 1875 | 1875                                       |                                            | 414                                        | 414                                        |
| 1885 | 1885                                       |                                            | 385                                        | 385                                        |
| 1895 | 1895                                       |                                            | 396                                        | 396                                        |
| 1905 | 1905                                       |                                            | 376                                        | 376                                        |
| 1910 | 1910                                       |                                            | 358                                        | 358                                        |
| 1925 | 1925                                       |                                            | 415                                        | 415                                        |
| 1939 | 1939                                       |                                            | 426                                        | 426                                        |
| 1946 | 1946                                       |                                            | 668                                        | 668                                        |
| 1950 | 1950                                       |                                            | 612                                        | 612                                        |
| 1956 | 1956                                       |                                            | 473                                        | 473                                        |
| 1961 | 1961                                       |                                            | 485                                        | 485                                        |
| 1967 | 1967                                       |                                            | 450                                        | 450                                        |
| 1980 | 1980                                       |                                            | ?                                          | ?                                          |
| 1990 | 1990                                       |                                            | ?                                          | ?                                          |
| 2000 | 2000                                       |                                            | ?                                          | ?                                          |
| 2011 | 2011                                       |                                            | 366                                        | 366                                        |
| 2016 | 2016                                       |                                            | 364                                        | 364                                        |
| Datenquelle: Historisches Gemeindeverzeichnis für Hessen: Die Bevölkerung der Gemeinden 1834 bis 1967. Wiesbaden: Hessisches Statistisches Landesamt, 1968. Weitere Quellen: LAGIS; Zensus 2011; 2016 |                                            |                                            |                                            |                                            |

### Historische Religionszugehörigkeit
| Quelle: Historisches Ortslexikon | |
| • 1861:                          | 241 evangelisch-lutherische, 68 evangelisch-reformierte, ein römisch-katholischer, 12 anderes christliche-konfessionelle, 38 jüdische Einwohner. |
| • 1885:                          | 349 evangelische (= 90,65 %), 2 katholische (= 0,52 %), 34 jüdische (= 8,83 %) Einwohner                                                         |
| • 1961:                          | 456 evangelische (= 94,02 %), 24 katholische (= 4,95 %) Einwohner                                                                                |

### Historische Erwerbstätigkeit
| Quelle: Historisches Ortslexikon | |
| • 1784:                          | Erwerbspersonen: 1 Wagner, 1 Schreiner, 2 Schmiede, 2 Schneider, 1 Zimmermann, 8 Leineweber, 1 Schuhmacher, 2 Wirte, 2 Musikanten, 2 Müller, 2 Branntweinbrenner, 2 Lohnschäfer, 14 Tagelöhner(-innen), 23 Vorspänner |
| • 1838:                          | Familien: 32 Ackerbau, 12 Gewerbe, 23 Tagelöhner |
| • 1961:                          | Erwerbspersonen: 122 Land- und Forstwirtschaft, 82 Produzierendes Gewerbe, 17 Handel und Verkehr, 25 Dienstleistungen und Sonstiges                                                                                   |

## Politik
Für Josbach besteht ein Ortsbezirk mit Ortsbeirat und Ortsvorsteher nach der Hessischen Gemeindeordnung.
Der Ortsbeirat für den Ortsbezirk Josbach besteht aus fünf Mitgliedern. Die Wahlbeteiligung zur Wahl des Ortsbeirats bei der Kommunalwahl 2021 54,36 %. Alle Kandidaten gehörten der „Gemeinschaftslist Josbach“ an. Der Ortsbeirat wählte Rainer Kuche zum Ortsvorsteher.

## Vereine
Neben dem Gesangverein 1879 Deutsche Eiche, der Freiwilligen Feuerwehr und dem Schützenverein gibt es die Gitarrengruppe, die Blechmusikgruppe, die Josbächer Flöhe, den Verschönerungsverein und den Jugendclub.